# Deesem
Deesem ist ein Stadtteil von Lohmar im Rhein-Sieg-Kreis in Nordrhein-Westfalen.

## Geographie
Deesem liegt im südöstlichen Stadtgebiet von Lohmar. Umliegende Ortschaften und Weiler sind Wahlen und Effert im Norden, Krahwinkel im Osten, Pohlhausen im Südosten, Winkel und Breidtersteegsmühle im Süden, Breidt im Südwesten sowie Grimberg im Westen.
Am westlichen Ortsrand entspringt der Ühmichbach, ein linker Zufluss des Naafbachs.

## Geschichte

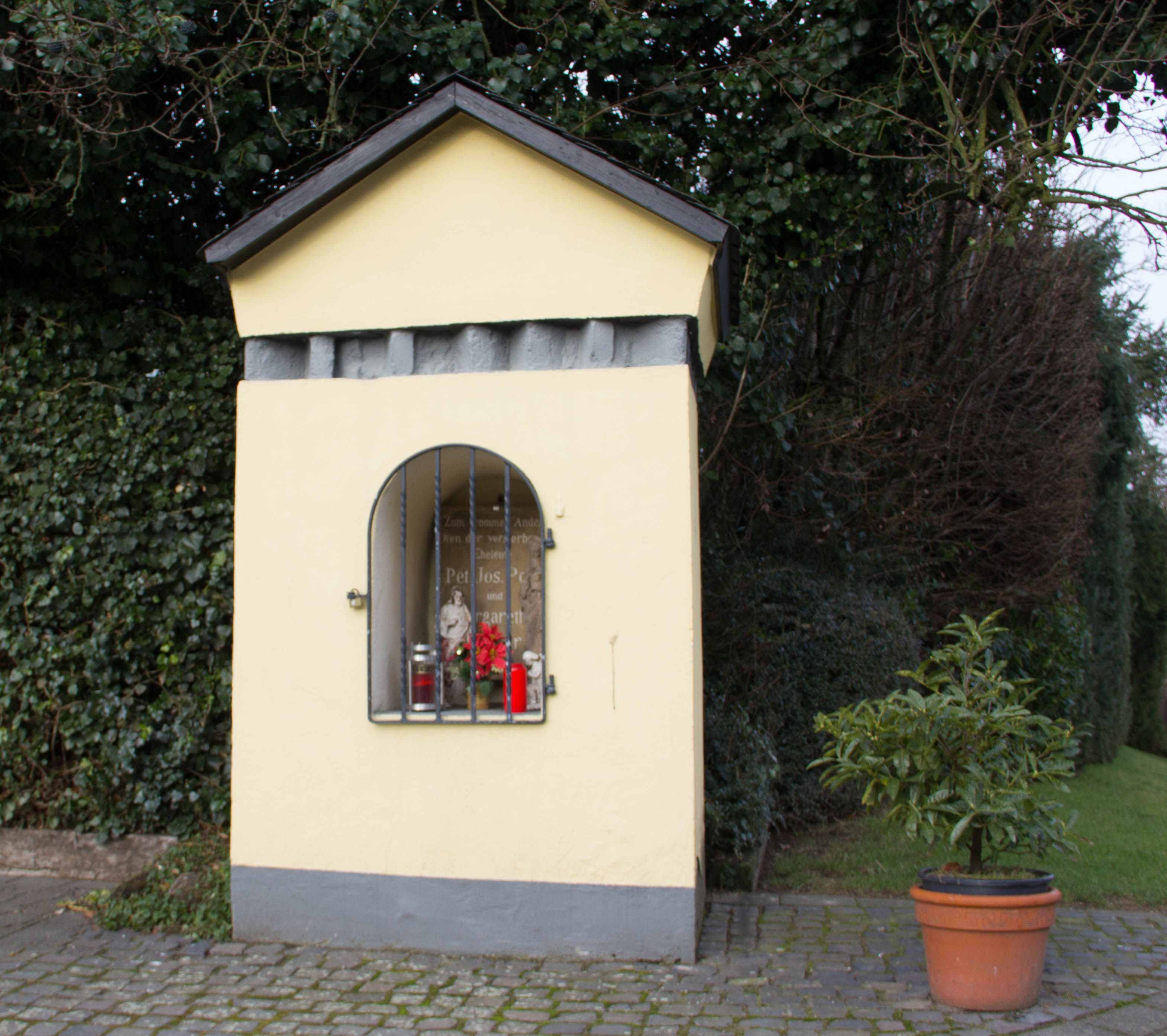
Heiligenhäuschen Deesem von 1879

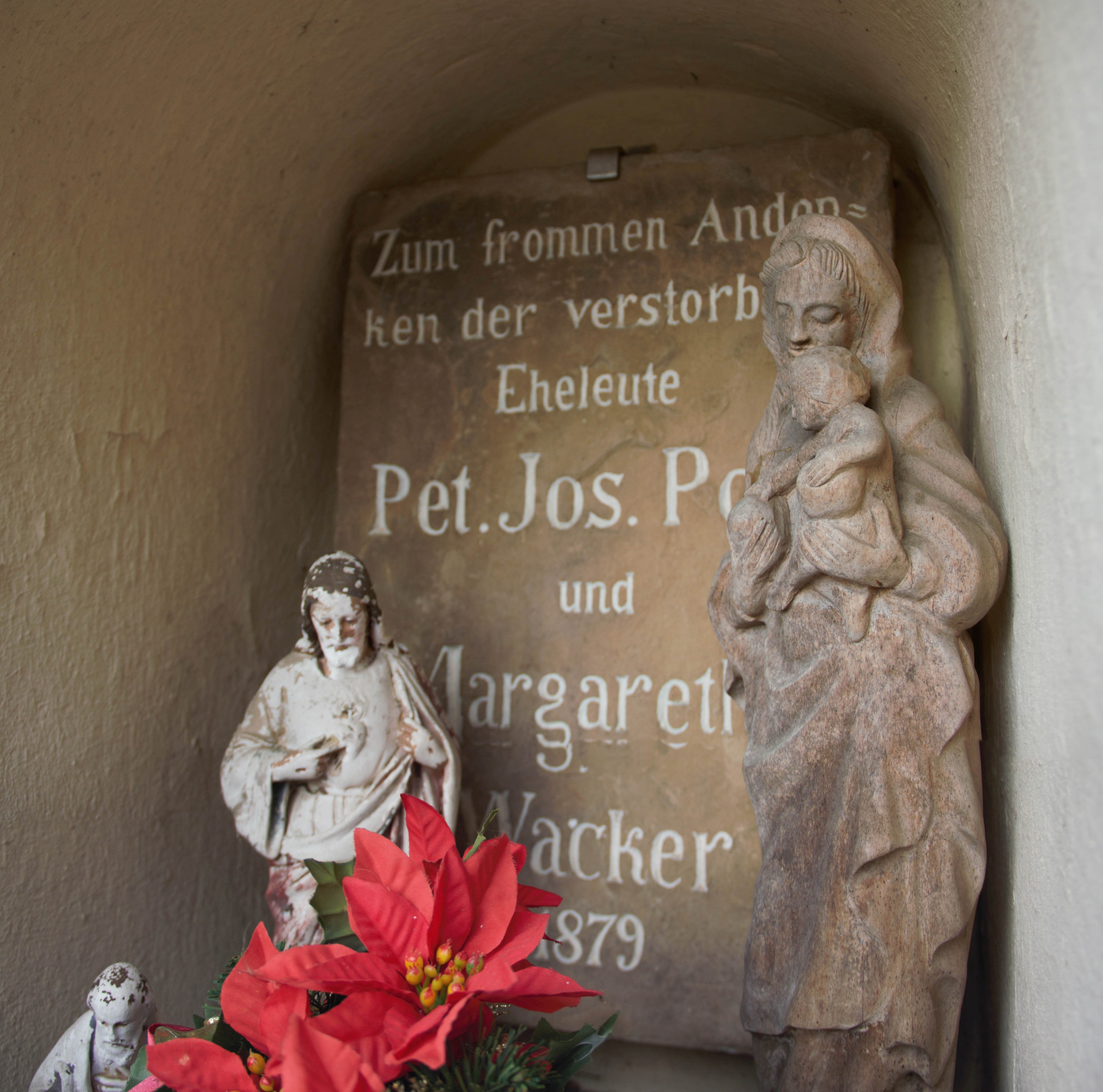
Das Innere des Heiligenhäuschens

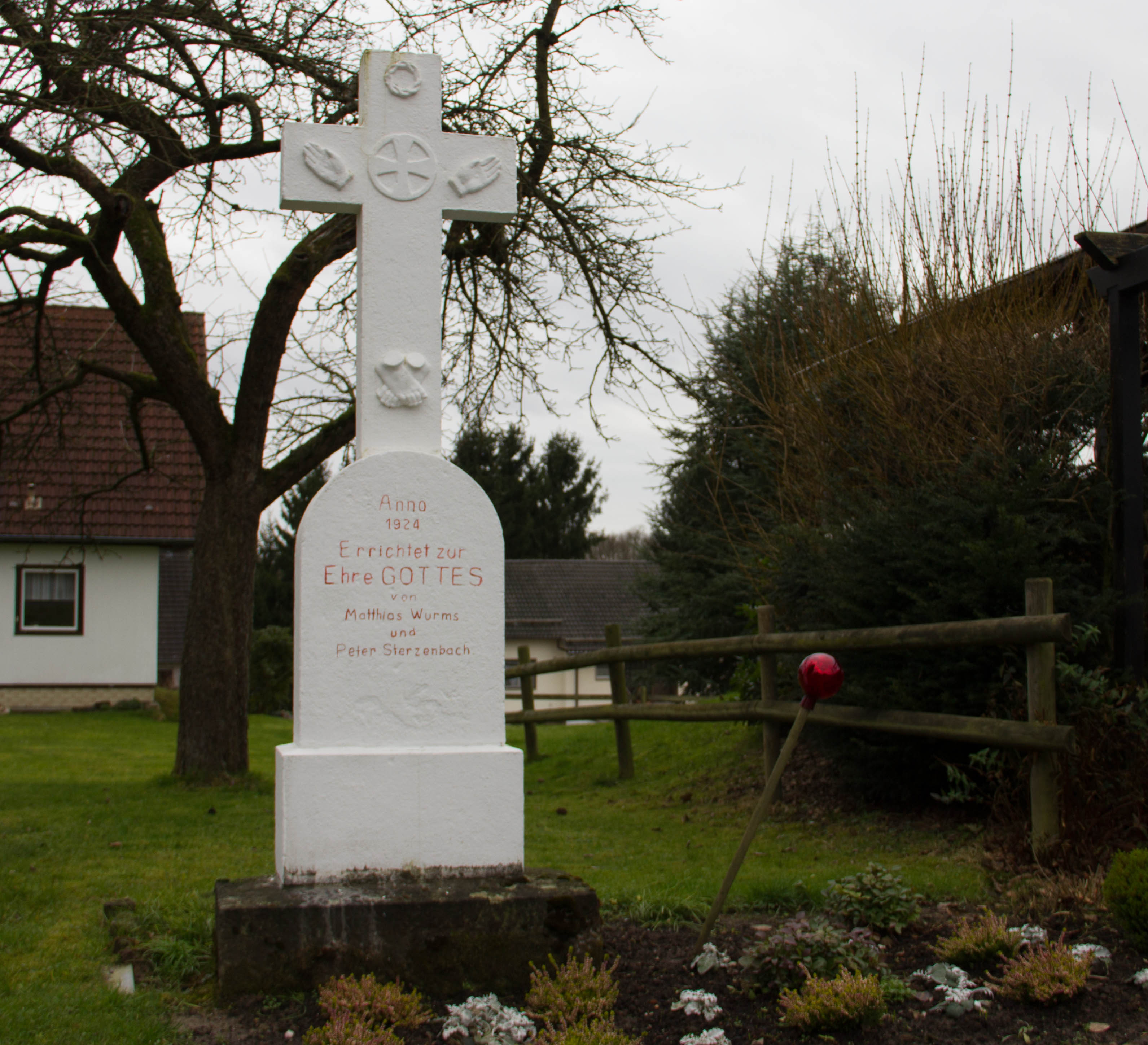
Wegekreuz Deesem von 1924

Deesem ist schon sehr lange bewohnt und ist mit Breidt, Inger und Birk in Geschichtsbüchern oft genannt und im Kirchspiel von Birk eng verbunden. Der Birker Kirchweg, auch Lichweg oder Leichweg genannt, wird in der Verbindung zum Ort Deesem oft beschrieben.
Um 1300 erscheint ein ecbert de disimize auf einer Zinskarte des Kölner Cäcilienstiftes, 1487 der jonge schroeder aus deyssmyss. Im Jahre 1503 wurde im Birker Bruderschaftsbuch ein Hennes von Deßmes aufgelistet, im Jahre 1596 ein Lentzen zu Diessem. Auch in den Verzeichnissen der Vogteien der Honschaft Breidt aus dem Jahre 1646 wurde Deeßem mehrfach genannt.
Die Karten von Erich Philipp Ploennies 1715 und Wiebeking 1793 schreiben das Dorf  disum, 1817 wird auf der Karte von Tranchot der Name Deesem verwendet. 
Im Jahre 1829 wohnten etwa 160 Personen im Dorf. Durch neu betriebenen Bergbau (Gruben Walpot, Alexander, Noeggerath) stieg bis 1860 die Einwohnerzahl auf 190, diese Gruben wurden nach wenigen Jahren jedoch wieder aufgegeben, seitdem sank die Einwohnerzahl kontinuierlich. 1939 hatte Deesem 100 Einwohner.
Seit den 1950er Jahren steigt die Einwohnerzahl wieder an, im Jahr 2010 hatte Deesem 190 Einwohner (ortsinterne Zählung).
Ein Heiligenhäuschen aus dem Jahre 1879 ist mitten an der Ecke Oberdorfstraße / Mittelstraße zu finden. Es wurde zur Erinnerung an die verstorbenen Eheleute Peter Josef Pohl und Margarete Wacker errichtet. Es ist in der Denkmalliste der Stadt Lohmar unter der Nummer 88 eingetragen.
In der Unterdorfstraße steht ein Wegekreuz. Die Inschrift auf der Vorderseite lautet „Anno 1924 - Errichtet zur Ehre Gottes von Matthias Wurms und Peter Sterzenbach“. Auf der Rückseite ist die Inschrift „Per crucem ad lucem“.
Bis zum 1. August 1969 gehörte der Ort zu der bis dahin eigenständigen Gemeinde Breidt.
2011 gewann Deesem im Kreiswettbewerb Unser Dorf hat Zukunft eine Goldmedaille und wurde als einziges Dorf aus dem Rhein-Sieg-Kreis für den Landeswettbewerb nominiert.

## Einrichtungen
In Lohmar-Deesem befindet sich das Elisabeth-Hospiz, eine Einrichtung, in der schwerkranke bzw. sterbende Menschen ihren letzten Lebensabschnitt betreut und geborgen verbringen können.

## Verkehr
Deesem liegt an der Kreisstraße 37. Das Anruf-Sammeltaxi (AST) ergänzt den ÖPNV. Deesem gehört zum Tarifgebiet des VRS.
Der Fernwanderweg Kölner Weg führt durch Deesem.